# Shin Megami Tensei if...
Shin Megami Tensei if... (真・女神転生if...?, Shin Megami Tensei ifu) è un videogioco di ruolo, pubblicato per Super Famicom nel 1994. Si tratta più di una side story della storia Shin Megami Tensei, che di un vero e proprio sequel, ed è parte della saga di videogiochi Megami Tensei. Il gioco infatti sviluppa una storia alternativa derivata da un finale differente di Shin Megami Tensei.
Del videogioco è stato realizzato un remake per PlayStation, migliorato nella grafica e nell'audio e con allegato un DVD contenente delle interviste allo staff realizzativo del gioco. Esiste anche un gioco per telefono cellulare, che rappresenta una storia parallela alla trama di Shin Megami Tensei if....
Un manga ispirato al videogioco e disegnato da Kazuaki Yanagisawa è stato pubblicato in un unico volume dalla ASCII Corporation. Un sequel, Shin Megami Tensei: Khan è invece andato avanti per nove volumi, pubblicati dalla Tokyopop.